# Leptopternis rothschildi
Leptopternis rothschildi är en insektsart som beskrevs av Bolívar, I. 1913. Leptopternis rothschildi ingår i släktet Leptopternis och familjen gräshoppor. Inga underarter finns listade i Catalogue of Life.